# Hyundai Sonica
La Hyundai Sonica è una berlina di segmento D prodotta dalla casa automobilistica coreana Hyundai Motor Company a partire dal 1985 come erede del modello Hyundai Stellar. La denominazioni Sonica è stata adottata solo sul mercato italiano a partire dalla seconda serie mentre nel resto del mondo la vettura viene tuttora venduta come Hyundai Sonata.

## Prima serie (1987-1993)
La prima generazione di Sonata (Progetto Y1) debuttò nel novembre del 1985 per entrare in produzione nel giugno del 1987. Si tratta della prima grande berlina con carrozzeria a 4 porte per 5 posti a sedere sviluppata dalla casa coreana senza l'ausilio di joint venture esterne. Il pianale sfruttava un'architettura a motore anteriore trasversale con ruote motrici anteriori e presenta sospensioni a ruote indipendenti con schema McPherson all'avantreno e ruote interconnesse da un ponte torcente al retrotreno (barra Panhard).
La linea moderna e pulita per l'epoca è frutto del centro stile Italdesign di Giorgetto Giugiaro e ha permesso alla Sonata di ritagliarsi uno spazio persino sul mercato europeo nonostante le vendite fossero abbastanza modeste. Risultati migliori vennero registrati in Corea e in America del Nord dove la vettura veniva assemblata presso gli stabilimenti di Asan (Corea del Sud) e Bromont in Québec (Canada).
La Sonata Y1 disponeva di ammortizzatori idraulici su tutte e 4 le ruote e di un impianto frenante a dischi autoventilati all'anteriore mentre al posteriore i classici tamburi, servofreno a depressione. Scatola guida a cremagliera e servocomando idraulico. Il serbatoio possedeva una capacità massima pari a 60 litri mentre il bagagliaio aveva un volume minimo di 395 litri.

### Restyling 1992
Un facelift venne presentato nel 1992; per l'occasione venne rinnovata la mascherina frontale ora di forma circolare e vennero adottati i nuovi paraurti anteriori disponibili nello stesso colore della carrozzeria. Migliorate anche le rifiniture interne mentre la carrozzeria era disponibile in nuove colorazioni. Sul mercato italiano ed americano la Sonata venne proposta in due livelli di allestimenti: GL il più economico e GLS il più lussuoso. Tra i motori sul mercato statunitense venne introdotto un nuovo 2,0 litri benzina di derivazione Mitsubishi (famiglia motoristica Sirius) dotato di turbo e di 131 cavalli.

### Motorizzazioni
Le motorizzazioni sono stati sviluppate a partire dalla precedenti unità che equipaggiavano la Stellar. La gamma motori europea si componeva del piccolo 1.8i benzina a 8 valvole con 4 cilindri capace di 97 cavalli a 5.200 giri al minuto e di 145 N m di coppia massima erogati a 4.100 giri al minuto. Il 2.0i invece disponeva di 104 cavalli erogati a 4.950 giri/min per una coppia massima di 159 Nm a 3.500 giri/min. Entrambi i propulsori dispongono dell'iniezione elettronica multipoint Mitsubishi MPI e di cambio manuale a 5 rapporti. Solo per il 2,0 litri era disponibile tra gli optional il cambio automatico a 4 rapporti.
Per il mercato europeo, asiatico e americano la Sonata era disponibile anche con un motore 3.0i V6 a benzina sempre di derivazione Mitsubishi capace di 146 cavalli e abbinato ad un cambio automatico a 4 rapporti con convertitore oltre ad un 2.4i sempre a benzina capace di 113 cavalli. Per un breve periodo (dal 1992 al 1993) il motore 2.4i è stato sostituito dal più compatto 2.0i dotato di turbocompressore e capace di 131 cavalli (96 kW).
Propulsori per il mercato europeo
| Modello       | Disponibilità | Motore                       | Cilindrata cm³ | Potenza                            | Coppia massima            | Accelerazione sul km da fermo | Velocità max (Km/h) | Consumo medio (Km/l) |
| 1.8i 8V       | dal debutto   | 4 cilindri in linea, Benzina | 1.795          | 71 kW (97 CV) a @5.200 giri/min    | 145 N·m a @4.500 giri/min | 35,4 sec                      | 180                 | 11,4                 |
| 2.0i 8V       | dal debutto   | 4 cilindri in linea, Benzina | 1.997          | 76,5 kW (104 CV) a @4.950 giri/min | 159 N·m a @3.600 giri/min | 35,2 sec                      | 170                 | 11,2                 |
| 2.0i 8V auto  | dal debutto   | 4 cilindri in linea, Benzina | 1.997          | 76,5 kW (104 CV) a @4.950 giri/min | 159 N·m a @3.600 giri/min | 35,2 sec                      | 170                 | 12,0                 |
| 3.0i 12V auto | non importato | 6 cilindri a V, Benzina      | 2.972          | 107 kW (146 CV) a @5.000 giri/min  | 231 N·m a @2.400 giri/min | -                             | 185                 | 9,5                  |

## Seconda serie (1993-1998)
La seconda serie venne introdotta in Corea nel 1993 e l'anno seguente in Europa. Realizzata sul telaio rivisto della precedente generazione, utilizza in Italia la denominazione Sonica scelta dai vertici Hyundai per sottolineare le numerose novità introdotte al modello grazie alla carrozzeria completamente ridisegnata e caratterizzata da un design molto più filante e armonico (definito appunto Sonico) rispetto alla Y1.

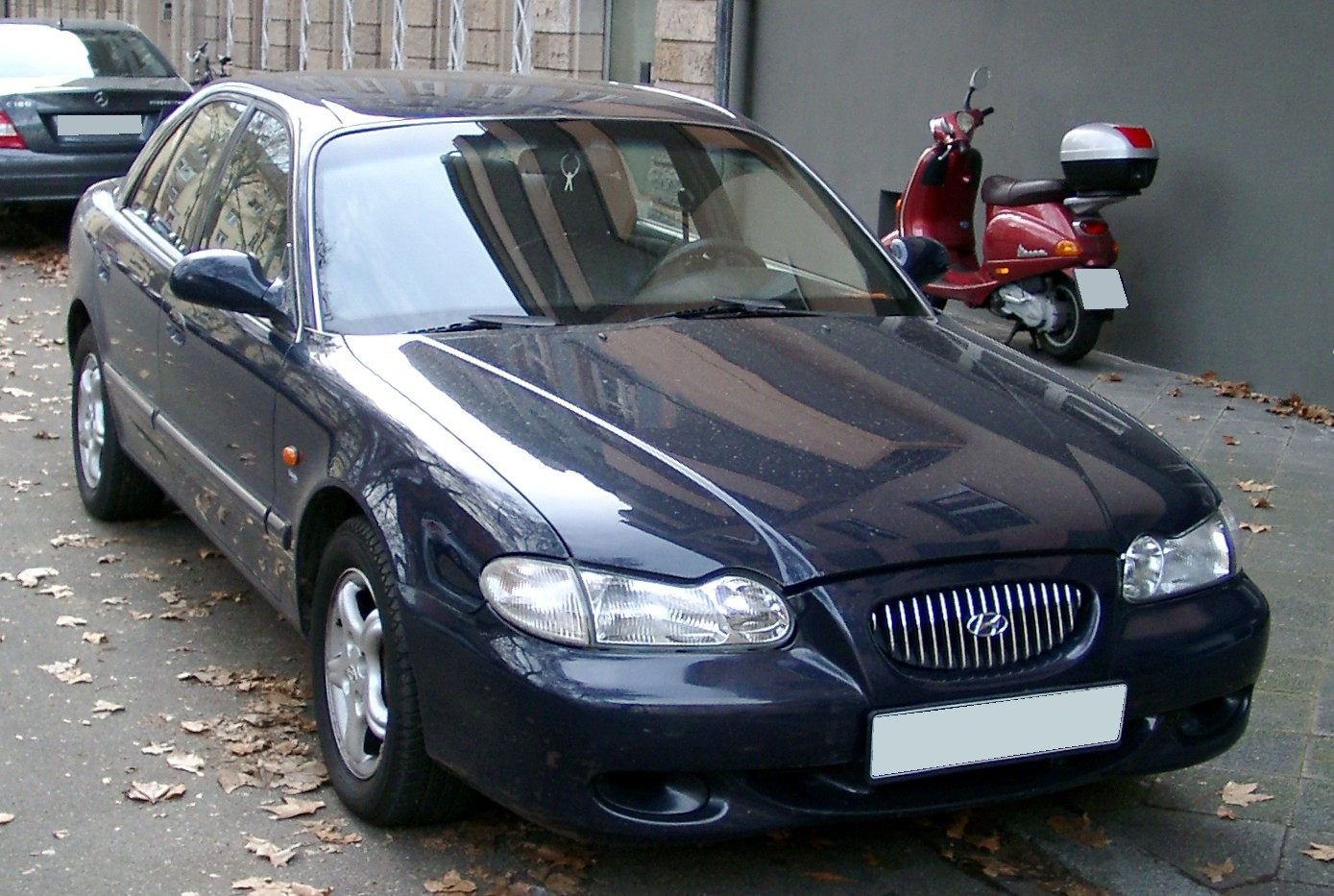
Il frontale della Sonica restyling 1996

Il Progetto Y2 sfrutta la geometria sospensiva della precedente serie opportunamente rivista e irrigidita per adattarsi al meglio alle esigenze del pubblico europeo. La coda presenta un'inedita fanaleria composta da due fari collegati tra di loro. Gli interni rinnovati sono realizzati con plastiche di qualità superiore rispetto alla Sonata Y1 ma ritenuti non ancora all'altezza delle rivali europee più blasonate come la Volkswagen Passat.
Numerosi sono gli accessori introdotti come il climatizzatore e gli airbag frontali ma a causa della scarsa attenzione alla sicurezza automobilistica dei tecnici Hyundai e all'affidabilità solo modesta, le vendite in Europa e in America non furono positive. Il coefficiente di resistenza aerodinamica registrato è pari ad un valore di 0,35.
Un leggero restyling venne presentato nel 1996 che ne modificò il frontale: nuova mascherina, paraurti ridisegnato caratterizzato da nuove prese d'aria e nervature e nuova fanaleria. La Sonica Y2 venne prodotta solo in Corea del Sud fino al 1998 quando venne presentata la terza generazione.

### Motorizzazioni
I motori alimentati a benzina sono gli stessi della prima serie rivisti sotto il profilo dei consumi e delle emissioni nocive. In Europa il 2.0i venne offerto in un primo momento nello step da 105 cavalli abbinato sia ad una trasmissione manuale a 5 rapporti che ad un'automatica a 4 rapporti, mentre in seguito venne potenziato a 139 cavalli. Il motore 3.0 V6 proposto anche in Europa (in particolare in Germania) disponeva di 146 cavalli ma venne accusato di consumi di carburante fin troppo alti per la cubatura anche a causa del cambio automatico di serie che penalizzava le prestazioni.
In alcuni paesi come l'Italia a partire dal restyling 1996 venne offerto anche il piccolo 1.8i depotenziato a 86 cavalli e il 2.0i con potenza di 95 e 125 cavalli.
| Modello      | Disponibilità       | Motore                       | Cilindrata cm³ | Potenza         | Coppia massima          | 0–100 km/h (secondi) | Velocità max (Km/h) | Consumo medio (Km/l) |
| 1.8i 8V 86   | dal 1996            | 4 cilindri in linea, Benzina | 1.796          | 63 kW (86 CV)   | 132 N·m @2.400 giri/min | 15,8                 | 165                 | 10,8                 |
| 2.0i 8V 95   | dal 1996            | 4 cilindri in linea, Benzina | 1.997          | 70 kW (95 CV)   | 160 N·m @2.400 giri/min | 13,1                 | 170                 | 11,0                 |
| 2.0i 8V 105  | dal debutto al 1996 | 4 cilindri in linea, Benzina | 1.997          | 77 kW (105 CV)  | 165 N·m @2.400 giri/min | 13,0                 | 170                 | 11,0                 |
| 2.0i 16V 125 | dal 1996            | 4 cilindri in linea, Benzina | 1.997          | 92 kW (125 CV)  | 172 N·m @4.600 giri/min | 10,4                 | 195                 | 10,8                 |
| 2.0i 16V 139 | dal debutto al 1996 | 4 cilindri in linea, Benzina | 1.997          | 102 kW (139 CV) | 179 N·m @4.000 giri/min | 10,2                 | 195                 | 10,2                 |
| 3.0i 12V 146 | non importato       | 6 cilindri a V, Benzina      | 2.972          | 107 kW (146 CV) | 231 N·m @2.400 giri/min | 10,2                 | 187                 | -                    |

## Terza serie (1998-2005)
La terza serie debutta nel 1998 e segna una svolta per la berlina di casa Hyundai. Realizzata su un telaio di base completamente nuovo utilizza nuove sospensioni anteriori McPherson mentre al retrotreno debutta un più raffinato schema a bracci multipli (Multilink) in grado di migliorare in modo notevole la stabilità in curva della vettura.
Il design abbandona lo stile squadrato delle generazioni Y1 e Y2 per adottare una carrozzeria moderna e filante priva di spigoli e arrotondata. Il frontale presenta proiettori circolari mentre la coda dispone anch'essa di fanaleria di forma arrotondata e un nuovo portellone sagomato in modo da formare uno spoiler. La targa posteriore è stata spostata sul paraurti e il baule presenta una fascia di colore grigio dove viene applicato il marchio identificativo del modello.
Gli interni presentano plastiche assemblate con maggiore cura e precisione rispetto al passato e nuovi abbinamenti multicolore (nero, grigio, crema e rifiniture in plastica che imitano il legno). La nuova Sonica è stata ritenuta dalla clientela molto più affidabile e qualitativamente ben fatta. Sullo stesso telaio della Sonica terza serie è stato costruito lo Sport utility vehicle Hyundai Santa Fe e la berlina Kia Magentis.
Tutte queste migliorie hanno contribuito all'abbandono del codice progettuale Y (che denominava le prime due generazioni di Sonica) per adottare la sigla EF.
Il bagagliaio è stato rimpicciolito a 375 litri, di conseguenza lo spazio interno è aumentato di alcuni centimetri. Il serbatoio misura una capacità di 65 litri.

### Aggiornamenti e restyling

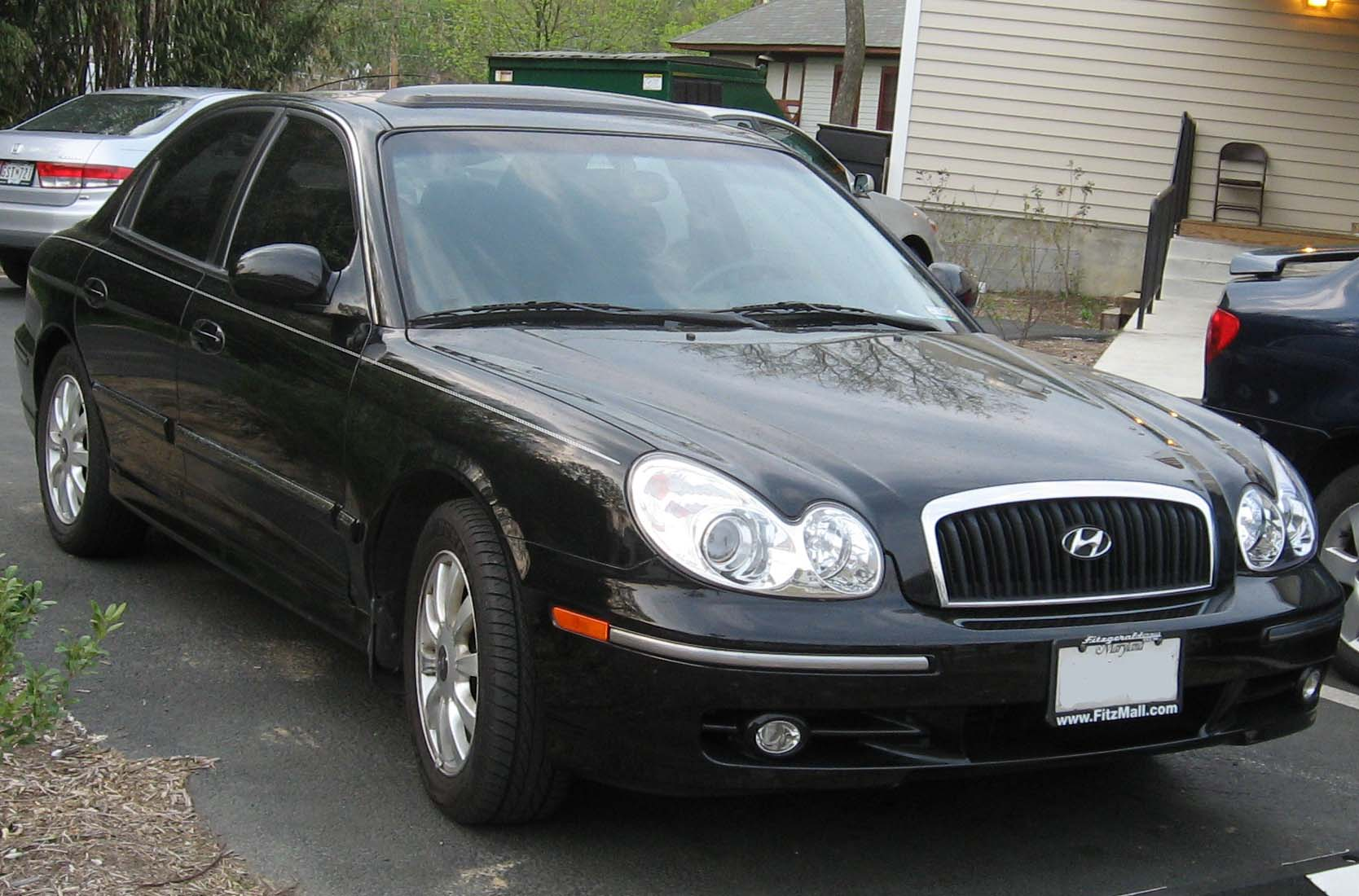
Sonica restyling 2002

Nel 2001 venne presentato un lieve aggiornamento estetico frontale (nuova mascherina e indicatori di direzione laterali posizionati nei parafanghi) mentre un restyling pesante venne offerto a partire dal 2002. Frontale completamente nuovo che presenta un nuovo gruppo fari-mascherina. Nuove nervature caratterizzano il paraurti mentre il cofano (grazie all'adozione della nuova fanaleria circolare semi-sdoppiata sembra che sia stato allungato). La coda invece reintroduce la targa sul portellone, rinnovati sia la fanaleria che il paraurti. Migliorate le plastiche interne e motorizzazioni potenziate e riviste sotto il profilo delle emissioni di anidride carbonica.

### Produzione
La Sonica EF è stata prodotta ad Asan in Corea ma dal 2002 viene assemblata anche per il mercato cinese presso lo stabilimento di Pechino e in Russia tramite una joint venture effettuata con l'azienda TagAZ. Sul mercato indiano la vettura venne importata sotto la denominazione Sonata Gold.

### Motorizzazioni
Al lancio europeo la Sonica era disponibile in due motorizzazioni a benzina: il 2.0i 16V con 4 cilindri disponeva di 125 cavalli ed era in grado di uno scatto da 0 a 100 km/h in 11,0 secondi. Il 2.5i V6 δ Delta erogava 160 cavalli e scattava da 0-100 in 8,5 secondi per toccare la velocità massima di 200 km/h. Entrambi i motori erano disponibili sia con cambio manuale a 5 marce che automatico a 4. In Italia la Sonica EF venne proposta fino al 2002 in due versioni: la GLS Comfort e la più lussuosa GLS Max.
Per il mercato americano ed asiatico la Sonica veniva prodotta con due motori benzina di cubature leggermente superiori rispetto ai motori europei: un 2.4 16V benzina da 140 cavalli e un 2.5 V6 potenziato a 170 cavalli entrambi abbinati al cambio automatico.
Con il restyling del 2002 il motore 2.0 europeo venne potenziato a 131 cavalli e il 2.5 V6 venne sostituito dal nuovo 2.7 V6 δ Delta con 24 valvole capace di 172 cavalli disponibile solo con trasmissione automatica sequenziale H-Matic a 4 rapporti. Per l'America al posto del 2,0 litri venne proposto il solito 2.4 potenziato a 151 cavalli. In Italia è stata venduta a partire dal 2002 in un unico allestimento denominato GLS Premium.
Propulsori per il mercato italiano
| Modello             | Disponibilità       | Motore                       | Cilindrata cm³ | Potenza         | Coppia massima          | 0–100 km/h (secondi) | Velocità max (Km/h) | Consumo medio (Km/l) |
| 2.0i 16V 125        | dal debutto al 2002 | 4 cilindri in linea, Benzina | 1.997          | 92 kW (125 CV)  | 172 N·m @4.600 giri/min | 11,0                 | 195                 | 10,8                 |
| 2.0 16V 131         | dal 2002            | 4 cilindri in linea, Benzina | 1.997          | 96 kW (131 CV)  | 178 N·m @4.600 giri/min | 13,3                 | 200                 | 11,1                 |
| 2.5i V6 δ Delta 160 | dal debutto al 2002 | 6 cilindri a V, Benzina      | 2.493          | 118 kW (160 CV) | 220 N·m @4.630 giri/min | 8,5                  | 200                 | 10,0                 |
| 2.7 V6 δ Delta 172  | dal 2002            | 6 cilindri a V, Benzina      | 2.656          | 126 kW (172 CV) | 242 N·m @4.200 giri/min | 9,7                  | 215                 | 9,3                  |

## Quarta serie (dal 2004-2009)
La quarta serie viene presentata in Corea nell'agosto del 2004 per essere venduta alcuni mesi più tardi, ma la prima europea avviene al Salone dell'automobile di Parigi nel 2005 per essere importata a partire dal 2006. Progettata per andare maggiormente incontro alle esigenze del pubblico europeo grazie allo stile molto più spigoloso ed elegante che presenta linee rette e parallele, la quarta generazione introduce il nuovo family feeling della gamma Hyundai che sarà ripreso anche dai modelli Santa Fe e ix55 che saranno lanciati alcuni mesi più tardi.
Passaruota laterali più larghi, numerose cromature esterne e nuovi interni che utilizzano delle plastiche di qualità notevole e materiali morbidi al tatto. Disponibile la plancia bicolore e gli inserti in alluminio o legno. La carrozzeria raggiunge i 4,80 metri di lunghezza con un passo di 2,73 metri. Il bagagliaio ha un volume minimo di 523 litri.
Nota come Progetto NF la quarta serie di Sonica utilizza una nuova piattaforma di base che adotta uno schema sospensivo configurato come quadrilateri alti deformabili all'avantreno e Multilink a 5 bracci al retrotreno (una delle poche vetture della categoria ad offrire un comparto tecnico così raffinato).
Curata la sicurezza grazie all'adozione di serie di 6 airbag (frontali, laterali e per la testa), controllo elettronico della stabilità e della trazione, poggiatesta anteriori attivi e sensori di parcheggio posteriori. Nei crash test Euro NCAP venne testata nel 2006 totalizzando il punteggio complessivo di 4 stelle (su massimo 5) nell'urto frontale, 4 stelle (su 5) nella protezione bambini e 2 stelle nell'investimento pedoni (su un massimo di 4).
In Italia la Sonica NF viene proposta in un unico allestimento Dynamic che comprende una ricca dotazione di serie. Solo dal 2007 si è aggiunta la versione Active disponibile esclusivamente con il motore di punta (il 3.3 V6 Λ Lambda) che si pone un gradino più in basso rispetto al Dynamic (con un consequenziale calo dei prezzi di listino).
La NF viene prodotta ad Asan in Corea come le prime tre generazioni e in Alabama negli Stati Uniti in seguito alla forte domanda proveniente dagli stati americani. La Sonica viene anche importata in India sotto il nome Hyundai Sonata Embera e in Russia rinominata Hyundai NF.

### Restyling 2008

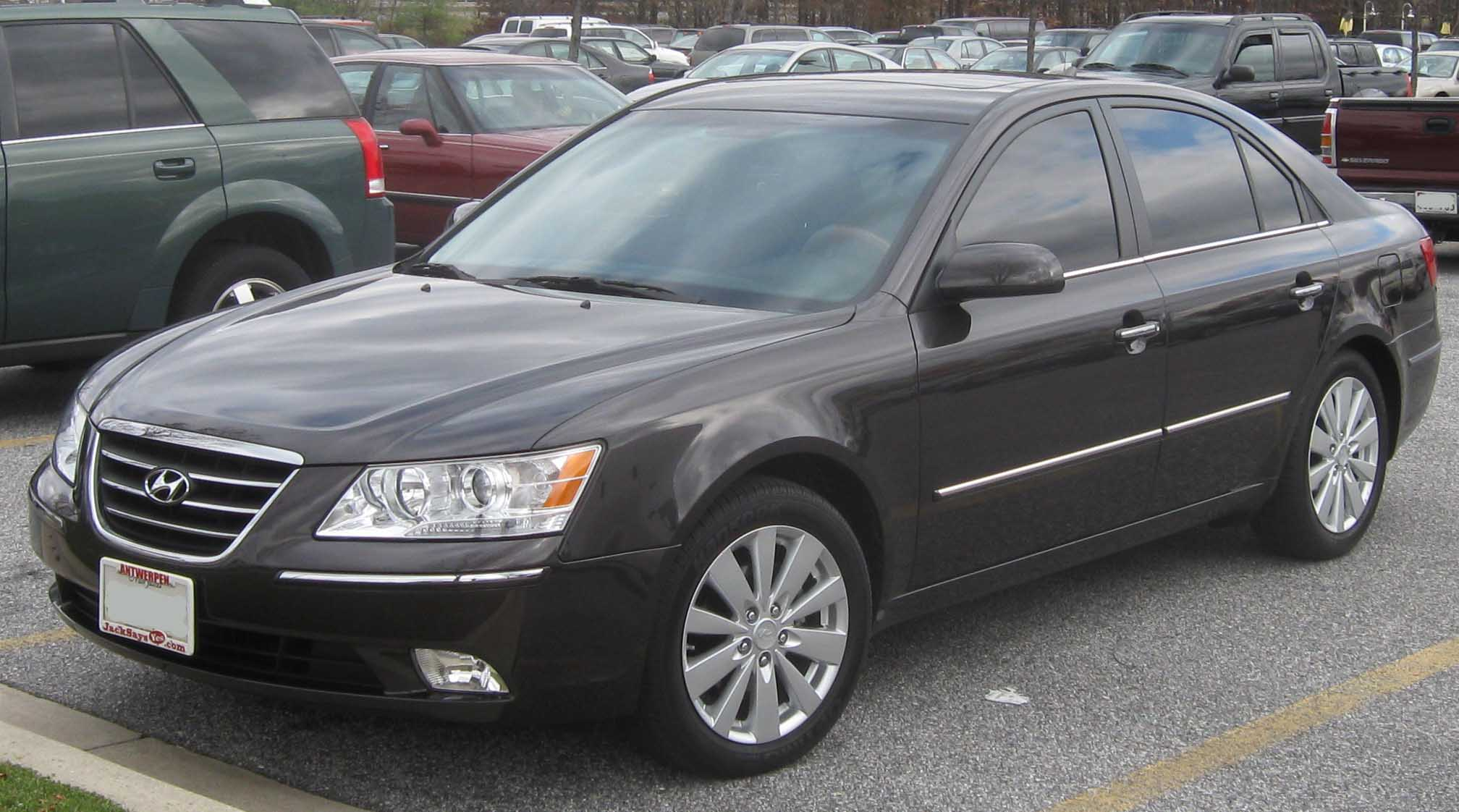
Sonica restyling 2008

Il modello ristilizzato venne esposto già al Salone di Ginevra nel 2008 ma entrò in produzione solo verso la fine dell'anno come model year 2009. Nuova calandra cromata e paraurti ridisegnato. Inalterata la forma dei fanali anteriori ma disponibili nella colorazione a sfondo chiaro. La coda presenta anch'essa cromature e nuovi profili estetici che rendono ancor più dinamica la linea. Modifiche anche per gli interni dove debuttano i nuovi diffusori dell'impianto di climatizzazione di forma arrotondata e nuove rifiniture in legno di tonalità più chiara rispetto al passato. Tra gli optional è disponibile anche il navigatore satellitare con schermo a colori ma non viene montato per gli esemplari importati in Italia.
La potenza massima dei propulsori è stata incrementata del 20% mentre i consumi e le emissioni sono calati del 10%. In particolare debuttano i nuovi motori 4 cilindri benzina θ Theta II oltre al turbodiesel da 150 cavalli. La Sonica restyling viene venduta in Italia a partire dal 2009 mentre sul mercato interno viene venduta sotto la denominazione Sonata Transform.

### Il modello Blue Drive Hybrid
Presentata al Salone internazionale di Los Angeles nel novembre del 2008 la Sonata Blue Drive Hybrid adotta un motore elettrico abbinato a batterie agli ioni di litio prodotte in collaborazione con la LG e ad un 2.4 16V benzina. Il modello sfrutta una piattaforma meccanica specifica che entrerà in produzione nel 2015 con la quinta generazione di Sonica/Sonata.

### La Hyundai Sonata NFC per la Cina
Sul mercato cinese la Sonica viene venduta dal 2006 sotto la denominazione Hyundai Sonata NFC dove la C finale è l'iniziale di China. Presenta numerose modifiche sia estetiche che interne come il paraurti anteriore caratterizzato da nervature in modo da formare una U e nuova fanaleria simile alla compatta Hyundai i30. La plancia abbandona gli spigoli presenti fino al 2008 sul modello coreano per adottare delle leggere curve e rifiniture specifiche mentre la coda adotta una fanaleria di dimensioni minori. Il motore disponibile è il solo 2.4 CVVT 16V benzina da 161 cavalli.

### Motorizzazioni
La gamma motori completamente nuova si compone di tre benzina a fasatura variabile delle valvole CVVT, sia a 4 cilindri da 2.0 e 2.4 cm³ (famiglia motoristica θ Theta II) che 6 cilindri a V da 3.3 cm³ (famiglia motoristica Λ Lambda). Il motore 2.0 CVVT è disponibile sia con cambio manuale a 5 rapporti che automatico H-Matic a 4. Il 2.4 è disponibile solo con trasmissione manuale a 5 marce mentre il 3.3 è disponibile con cambio automatico sequenziale a 5 rapporti.
Per la prima volta viene introdotto anche un motore turbodiesel common rail realizzato in collaborazione con l'italiana VM Motori: si tratta di un 2.0 denominato CRDI dotato di turbina a geometria variabile (VGT) e di 140 cavalli di potenza massima (incrementata a 150 cavalli dal restyling 2008). Abbinato ad un cambio manuale a 6 rapporti o automatico sequenziale H-Matic a 4 rapporti dispone di 305 N·m di coppia massima erogata a 2.000 giri al minuto.
| Modello                          | Disponibilità                       | Motore                           | Cilindrata cm³ | Potenza         | Coppia massima          | Emissioni CO2 (g/Km) | 0–100 km/h (secondi) | Velocità max (Km/h) | Consumo medio (Km/l) |
| 2.0 CVVT θ Theta 16V 144         | dal debutto al 2008 (non importato) | 4 cilindri in linea, Benzina     | 1.998          | 106 kW (144 CV) | 189 N·m @4.250 giri/min | 190                  | 10,5                 | 198                 | 12,5                 |
| 2.0 CVVT θ Theta 16V 144 auto    | dal debutto al 2008 (non importato) | 4 cilindri in linea, Benzina     | 1.998          | 106 kW (144 CV) | 189 N·m @4.250 giri/min | 200                  | 11,5                 | 189                 | 11,9                 |
| 2.0 CVVT θ Theta II 16V 165      | dal 2008 (non importato)            | 4 cilindri in linea, Benzina     | 1.998          | 121 kW (165 CV) | 197 N·m @4.600 giri/min | 183                  | 9,9                  | 207                 | 13,0                 |
| 2.0 CVVT θ Theta II 16V auto 165 | dal 2008 (non importato)            | 4 cilindri in linea, Benzina     | 1.998          | 121 kW (165 CV) | 197 N·m @4.600 giri/min | 189                  | 11,4                 | 194                 | 12,7                 |
| 2.4 CVVT θ Theta 16V 161         | dal debutto al 2008                 | 4 cilindri in linea, Benzina     | 2.359          | 119 kW (161 CV) | 219 N·m @4.250 giri/min | 198                  | 8,8                  | 212                 | 11,8                 |
| 3.3 V6 Λ Lambda 24V auto 235     | dal debutto al 2008                 | 6 cilindri a V, Benzina          | 3.342          | 173 kW (235 CV) | 304 N·m @3.500 giri/min | 241                  | 7,7                  | 230                 | 9,9                  |
| 3.3 V6 Λ Lambda 24V auto 250     | dal 2008                            | 6 cilindri a V, Benzina          | 3.342          | 184 kW (250 CV) | 310 N·m @4.500 giri/min | 235                  | 7,7                  | 230                 | 10,1                 |
| 2.0 CRDI VGT 16V 140             | dal debutto al 2008                 | 4 cilindri in linea, Turbodiesel | 1.991          | 103 kW (140 CV) | 305 N·m @2.000 giri/min | 163                  | 10,7                 | 203                 | 16,4                 |
| 2.0 CRDI VGT 16V auto 140        | dal debutto al 2008                 | 4 cilindri in linea, Turbodiesel | 1.991          | 103 kW (140 CV) | 305 N·m @2.000 giri/min | 191                  | 11,6                 | 200                 | 13,7                 |
| 2.0 CRDI VGT 16V 150             | dal 2008                            | 4 cilindri in linea, Turbodiesel | 1.991          | 110 kW (150 CV) | 305 N·m @2.000 giri/min | 159                  | 10,7                 | 203                 | 16,7                 |
| 2.0 CRDI VGT 16V auto 150        | dal 2008                            | 4 cilindri in linea, Turbodiesel | 1.991          | 110 kW (150 CV) | 305 N·m @2.000 giri/min | 184                  | 11,6                 | 200                 | 14,3                 |